# Château du Guildo
Le château du Guildo est situé sur le territoire de la commune de Créhen dans le département des Côtes-d'Armor, et se présente sous la forme d'un château-cour d'une superficie de 3 200 m2.
Il est inscrit au titre des monuments historiques par arrêté du 25 juin 1951, et est la propriété du conseil général des Côtes-d'Armor depuis 1981.

## Localisation

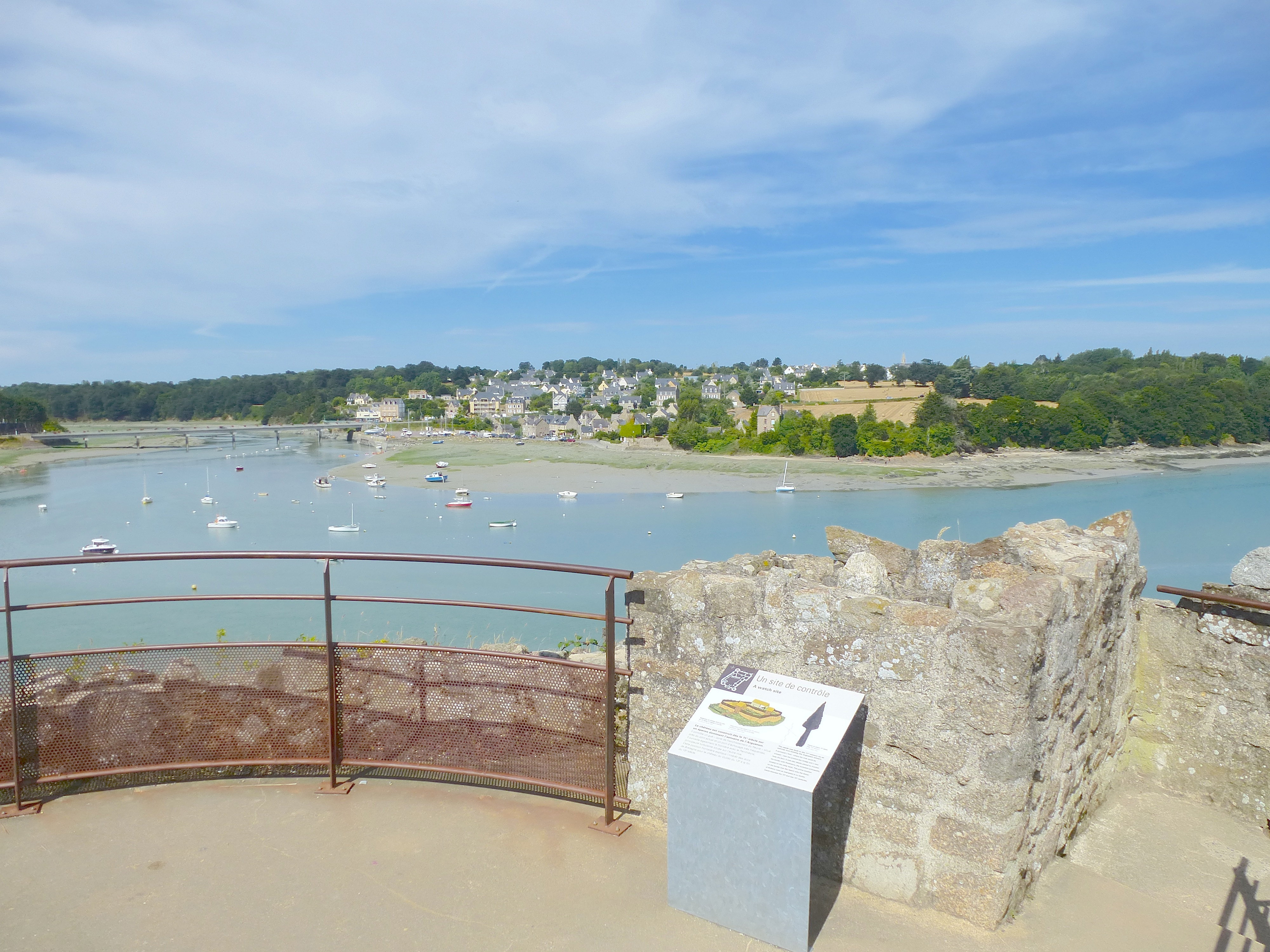
Le Chateau du Guildo

Les ruines du château du Guildo occupent un éperon rocheux constitué de micaschistes et traversé par un banc de dolérite, bordé au nord et à l'ouest par l'Arguenon et à l'est par un thalweg assez escarpé, surplombant d'environ 20 m l'Arguenon au fond de l'estuaire duquel il est installé et une crique aujourd'hui envasée, sur la commune de Créhen, aux confins des communes de Saint-Jacut-de-la-Mer et de Trégon, dans le département français des Côtes-d'Armor.

## Historique
À partir de 1982 et pendant une dizaine d'années, le château a fait l'objet d'une suite d'opérations de débroussaillage, de dégagement et de restauration grâce notamment aux chantiers d'été organisés par l'association Études et Chantiers Bretagne. Ces chantiers de jeunes bénévoles (une quinzaine à la fois, âgés de 17 à 25 ans) venus de France et d'autres pays de l'Union Européenne étaient encadrés par des architectes et animés au quotidien par des artisans tels que des tailleurs de pierre qui partageaient sur place la vie des jeunes bénévoles. Devant l'intérêt et la complexité du site, et dans le but de présenter le monument au public, le conseil général des Côtes-d'Armor, en accord avec le Service régional de l'archéologie, a commandé une étude du château en 1994. Celle-ci avait pour but de dresser un bilan des opérations précédentes et d'effectuer une évaluation de la documentation écrite et du potentiel archéologique du site.
À l'issue de cette étude, le riche potentiel du château a été mis en évidence et un programme d'étude a été proposé. Depuis lors, l'étude se poursuit selon des programmes d'étude triennaux. Après quatre programmes, complétés par un programme annuel en 2007, les trois quarts de la superficie du château sont fouillés. Ce chantier reçoit chaque année une vingtaine d'étudiants, français et étrangers, encadrés par le personnel de l'Inrap et sert de chantier école. Ce travail de fouille s'effectue sur le site du château et de ses abords, financé par l'État et le conseil général jusqu'en 2013. Six phases principales d’aménagement peuvent être discernées. En 2005 sont découverts dans les parties subsistantes d'une chambre basse, à proximité de la grande salle nord, les vestiges de peintures murales d'un décor de faux appareil en polychromie inversée à joints blanc dédoublés sur fond d'ocre rouge avec un décor de merlettes dans le centre sur les murs nord et sud, et d'une fleurette stylisées sur le mur est,.

### XIesiècle
Pour les périodes les plus anciennes, une occupation dès le XIIe siècle est maintenant attestée. La nature exacte de cette occupation reste cependant incertaine. Le plan d’une maison mixte de grandes dimensions a pu être reconnu. Celle-ci est construite pour partie en pierre, et pour partie en matériaux périssables. La découverte de mobilier équestre dès 2003 laisse supposer la présence de cavaliers et donc sans doute de nobles sur le site. L’emploi de la maçonnerie dans la construction du pignon ouest est également le signe d’une relative richesse. Aucune structure défensive ne peut cependant pour l’instant être rattachée avec certitude à cette première phase dont on ignore l’organisation spatiale.

### XIIe–XIIIesiècles
La phase suivante voit l’installation du premier château de pierre, dont subsistent partiellement les vestiges d’un logis adossé à la courtine nord. Trois étapes d’aménagement peuvent être distinguées, toutes antérieures au dernier tiers du XIIIe siècle. La qualité de la construction, la richesse des décors peints mis au jour et le plan général du château, inspiré des réalisations royales françaises, laissent entrevoir un commanditaire de haut rang, probablement dans l’orbite des premiers ducs capétiens.

### XIVesiècle
La troisième phase fait suite à la destruction du château vers le milieu du XIVe siècle, probablement lors de la guerre de Succession de Bretagne (1341-1364). Après une phase d’abandon, le château est reconstruit dans le dernier quart du XIVe siècle probablement. Le front nord voit la construction d’un nouveau logis, réutilisant partiellement les vestiges des constructions précédentes. Ce logis se compose d’une grande salle basse, et d’un ensemble d’appartements sur trois niveaux installés à l’est. L’ensemble est construit sur un niveau de caves. Une cuisine complète bientôt le logis à l’ouest. Un nouveau de corps de bâtiment est installé contre la courtine occidentale. La simplicité de son architecture et de ses aménagements permet de l'identifier comme abritant les communs. Face aux communs, un grand corps de bâtiment forme un retour du logis adossé à la courtine orientale. Ce bâtiment est agrémenté d'une galerie de bois, accrochée à la façade. Un puits est creusé au centre de la cour.

### XVesiècle
Le bâtiment résidentiel fait l’objet de transformations importantes lors de la quatrième phase, sans toutefois que les fonctions des différentes pièces soient modifiées, ni la structure même du bâtiment. Les agrandissements du logis entraînent une modification au moins partielle des communs. Cette réfection totale peut être située vers le milieu du XVe siècle.
Les communs sont également restructurés lors de ces travaux. Une grande partie des bâtiments est dédiée au cheval ou à son entretien. Une construction en retour au sud des communs est interprété comme une écurie. Elle semble n’avoir pu abriter que quelques chevaux, probablement les bêtes les plus remarquables et de plus de valeur. Cette construction est contemporaine et concomitante de la mise en place d’un véritable appartement résidentiel qui, bien que situé dans un espace non noble, bénéficie d’un aménagement soigné (cheminée, sol de carrelage). Enfin, ces constructions sont liés à la transformation de la forge et à l’établissement d’une maréchalerie. C’est donc tout l’angle sud-ouest du château qui est alors voué au cheval. Une telle importance doit être mise en relation avec le statut du site à partir du milieu du XVe siècle et le rang très élevé de Françoise de Dinan, dame du Guildo, épouse en premières noces de Gilles de Bretagne, frère du duc, puis en secondes noces du comte Guy XIV de Laval. Cet ensemble remarquable constitue un exemple unique pour cette période, dans l’état actuel des connaissances.
La remise en défense du château lors de la Guerre folle entre la Bretagne et la France à la fin du XVe siècle, évoquée par une source documentaire, est également mise en évidence par l'archéologie. Les communs voient leur toiture démontée et remplacée par une galerie de bois dont les poteaux transpercent les sols. Une poterne et un poste de garde contrôlant les entrées sont également aménagés. De même les caves sous le logis nord sont réaménagées pour recevoir des chevaux supplémentaires, ainsi que leur fourrage. Ces données apportent un éclairage sur l’emploi du bois dans les architectures défensives et de siège, généralement très peu documenté.
La destruction du château durant les guerres franco-bretonnes de la fin du XVe siècle, déjà attestée par les textes et les nombreuses traces de reconstruction, est confirmée par la fouille de niveaux archéologiques indubitablement liés à une destruction violente par fait d’armes. L’abondant mobilier monétaire dans les niveaux de destruction permet, avec l’analyse des sources documentaires, de situer la prise du château au cours de la campagne de Louis Ier de la Trémoille (Louis II et non Louis Ier son père mort en 1483) sur la côte nord de la Bretagne en 1489. Le châtelet est rasé au niveau du sol de la cour, entraînant la destruction de la forge. La tour polygonale est incendiée, de même que le logis. Les communs, déjà en partie détruits pour la remise en défense sont ruinés, ainsi que l’écurie.

### XVIesiècle
Ni les communs ni l'aile nord du logis nord ne seront reconstruits. La nouvelle résidence se concentre alors sur l'aile orientale. Une remise en défense du château au cours du XVIe siècle n'apporte à celui-ci que des modifications mineures (mise en place de remparts dans les salles basses).
On note également l'aménagement d’un véritable bastion d’artillerie à la fin du XVIe siècle, englobant les vestiges de l'ancienne tour polygonale sud-ouest. Cette transformation peut être mise en relation avec les éléments déjà relevés dans les autres secteurs d’étude, attribuables aux guerres de la Ligue. Ils témoignent de l’adaptation des anciennes places fortes aux nouvelles techniques de combat, par la construction de ce bastion chargé de défendre l’entrée du château et de commander le passage sur l’Arguenon. Cette position stratégique et puissamment défendue explique mieux les nombreux combats relatés pour le contrôle du Guildo entre 1590 et 1598, et la violence de ceux-ci.

### XVIIesiècle
Assiégé plusieurs fois pendant les guerres de la Ligue, le château subit des dégâts importants. Il est progressivement abandonné et tombe lentement en ruine. Sa cour est affermée et mise en culture de maïs dès 1770. La mise au jour d’une probable porcherie dans la cour, bien qu'anecdotique, illustre bien le lent déclin et l’abandon progressif du site aux XVIIe – XVIIIe siècles.

Vues du site
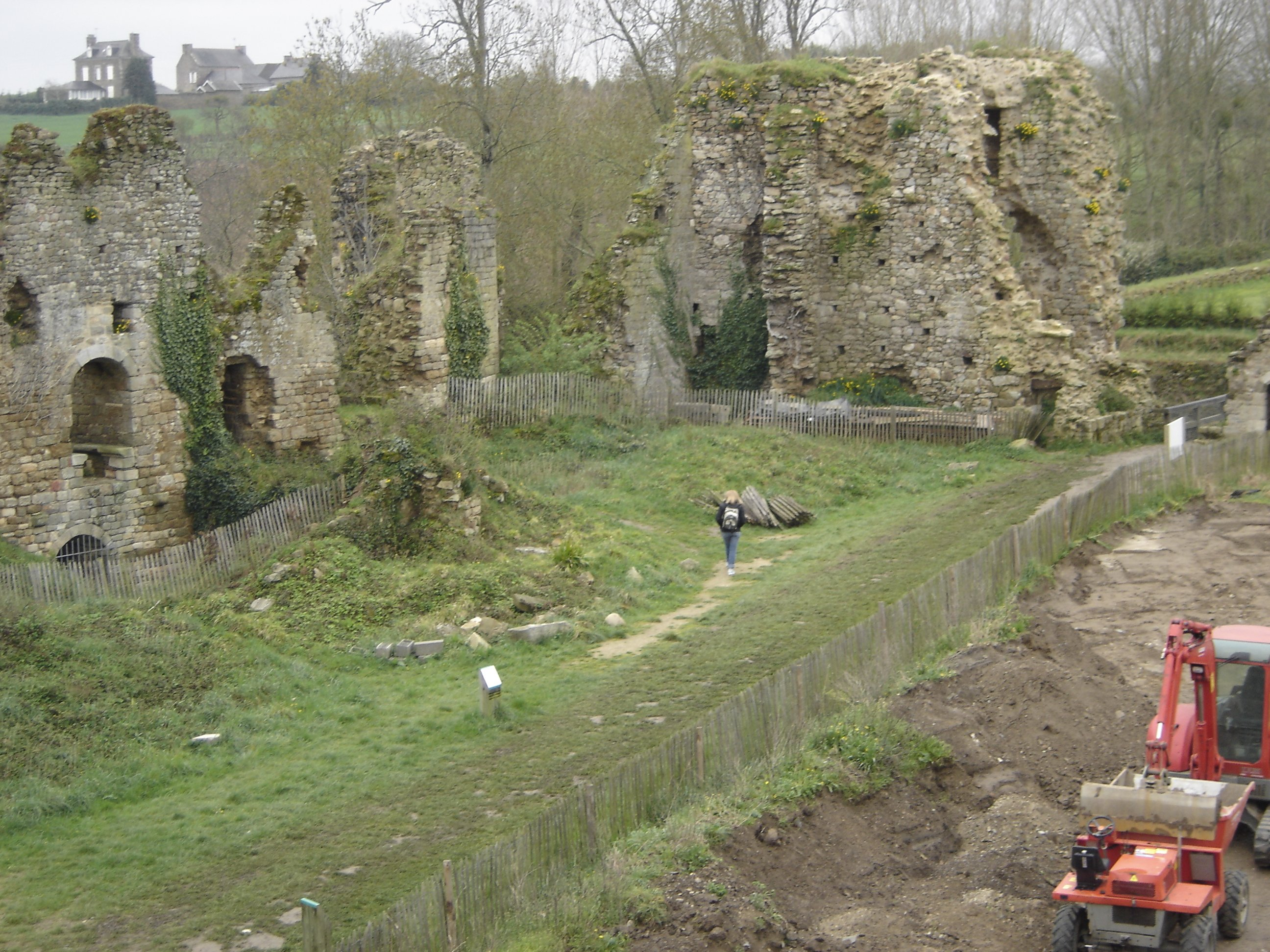
Fouille archéologique en 2006.
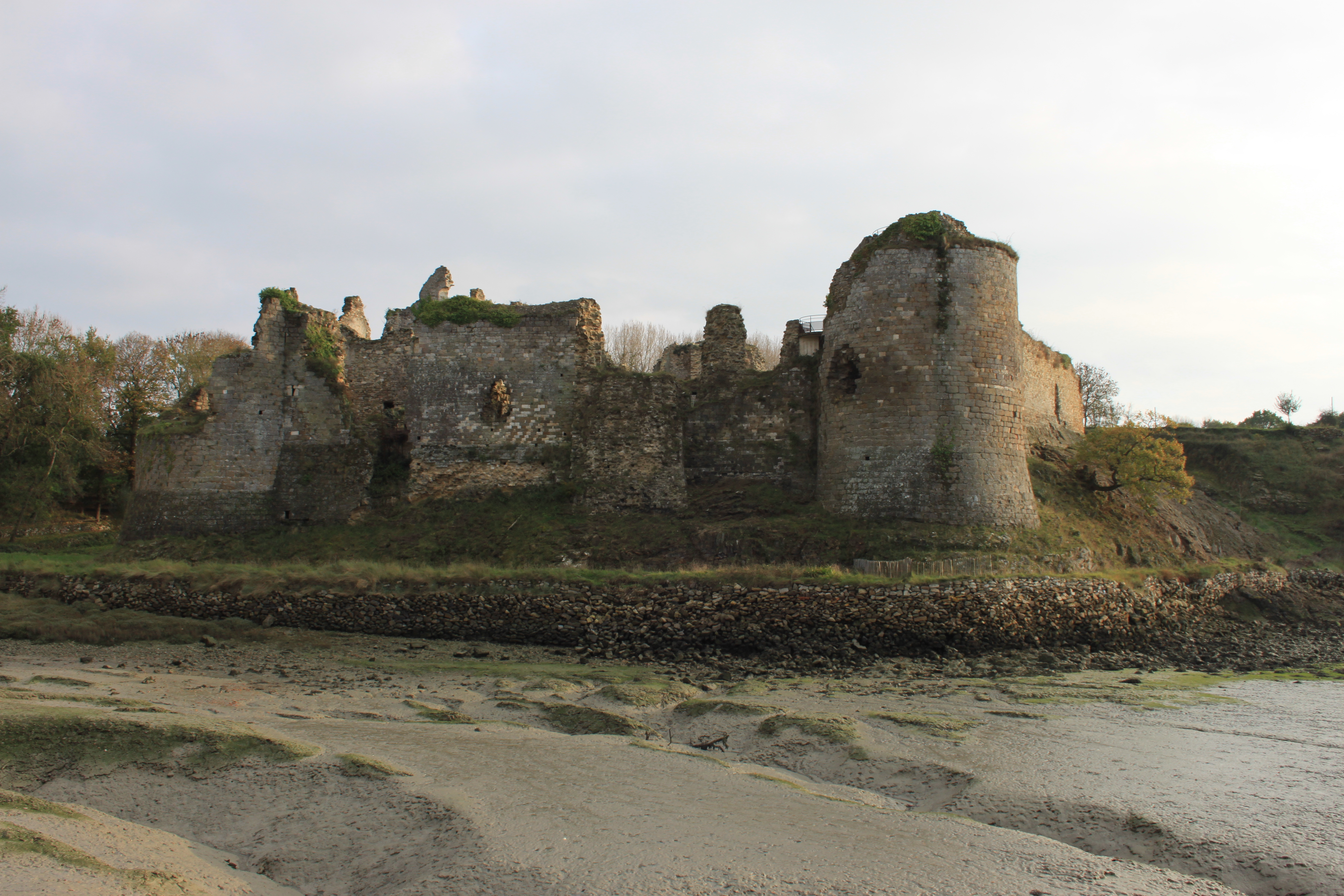
Vue d'ensemble.
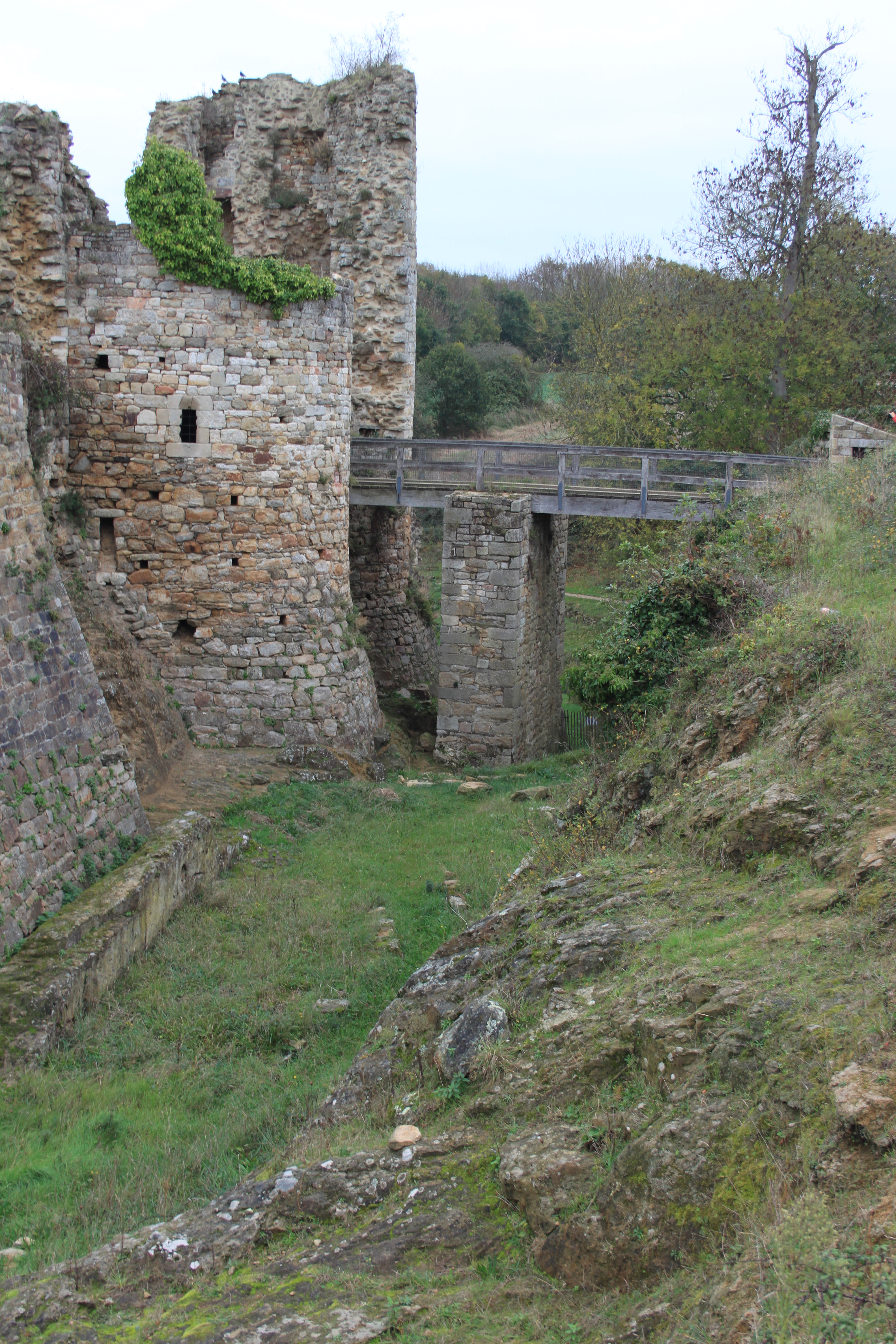
Vue du pont-levis.
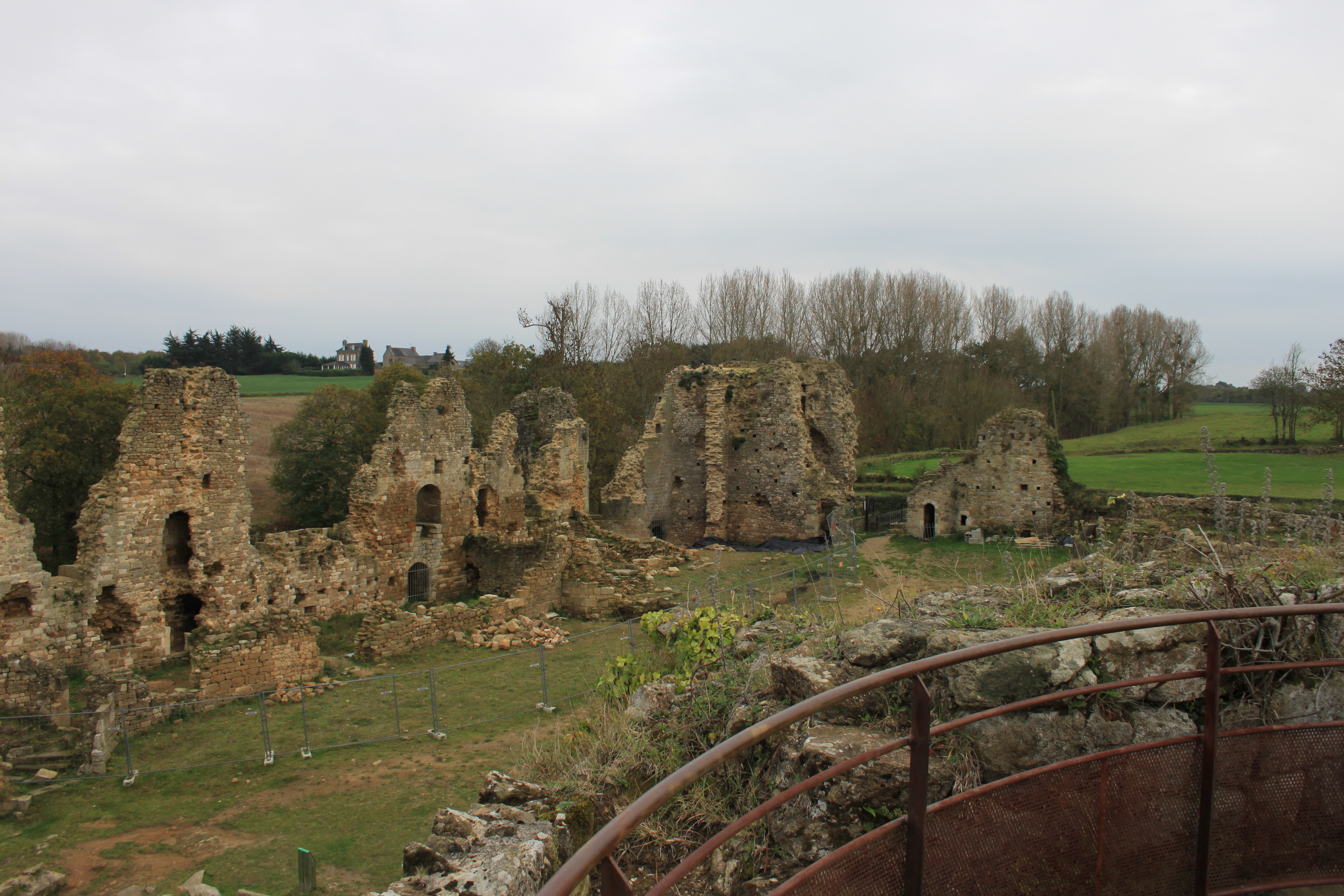
Vue de l'intérieur.
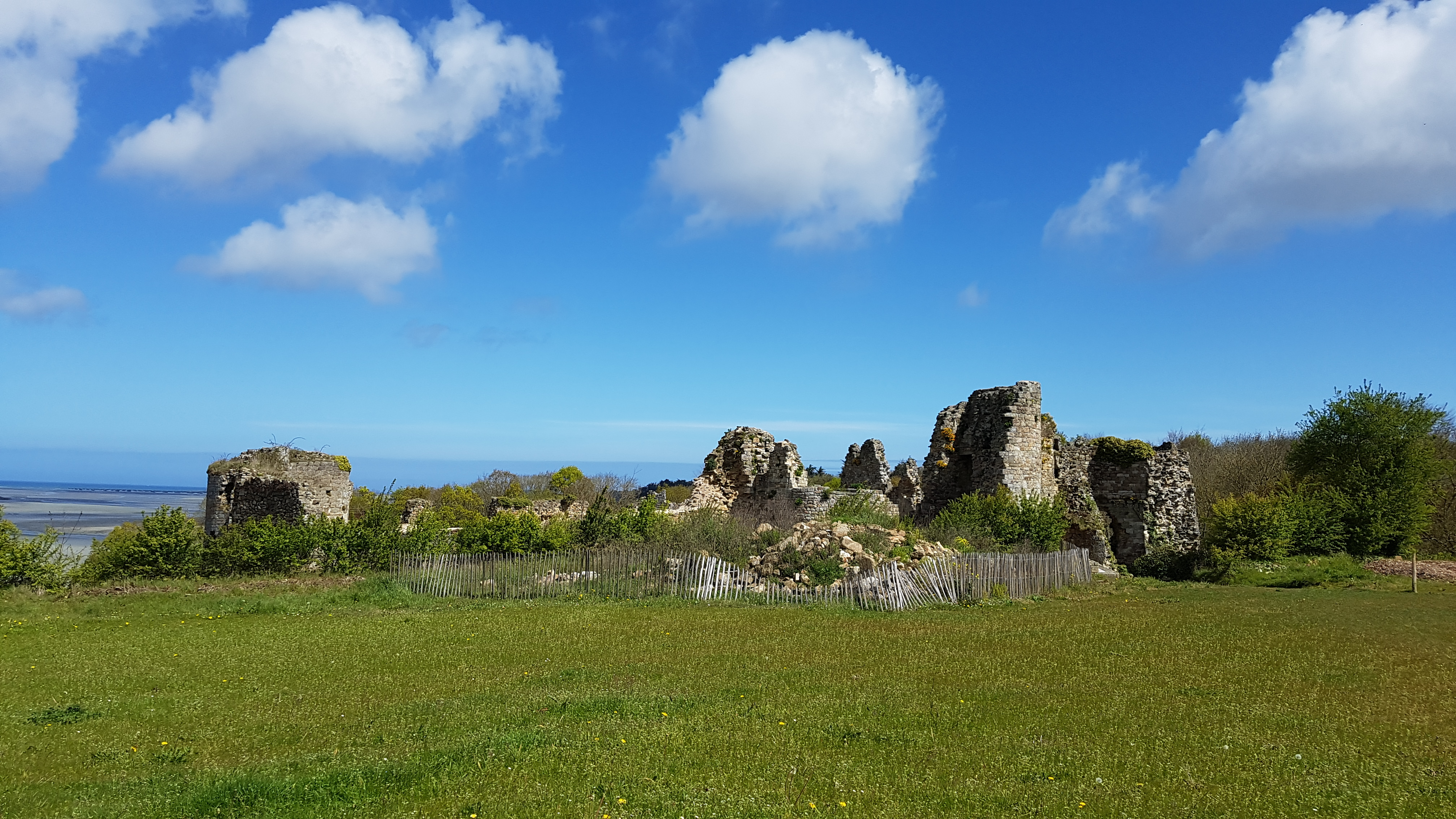
Vue du chemin d'accès.
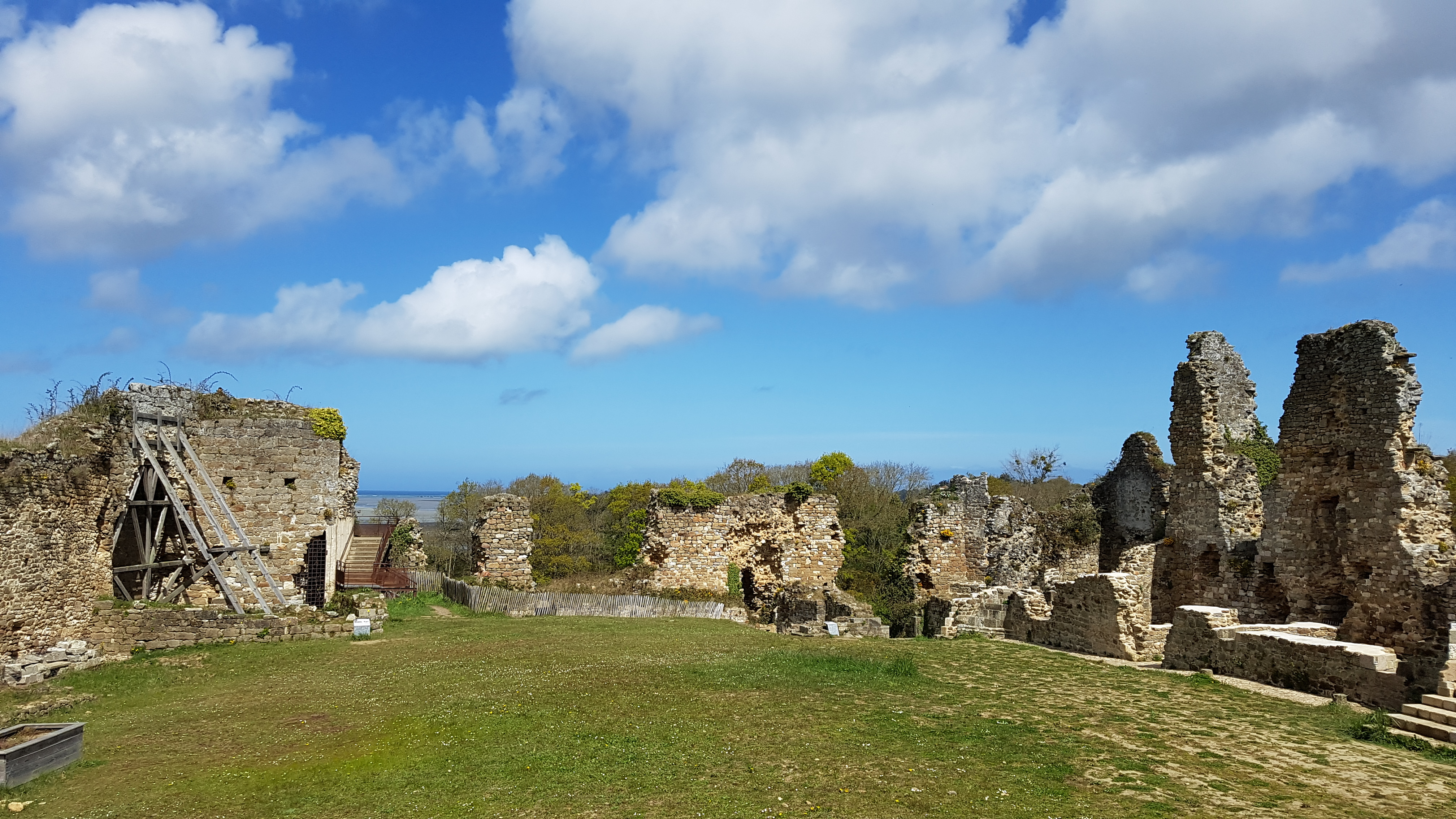
Cour intérieure.
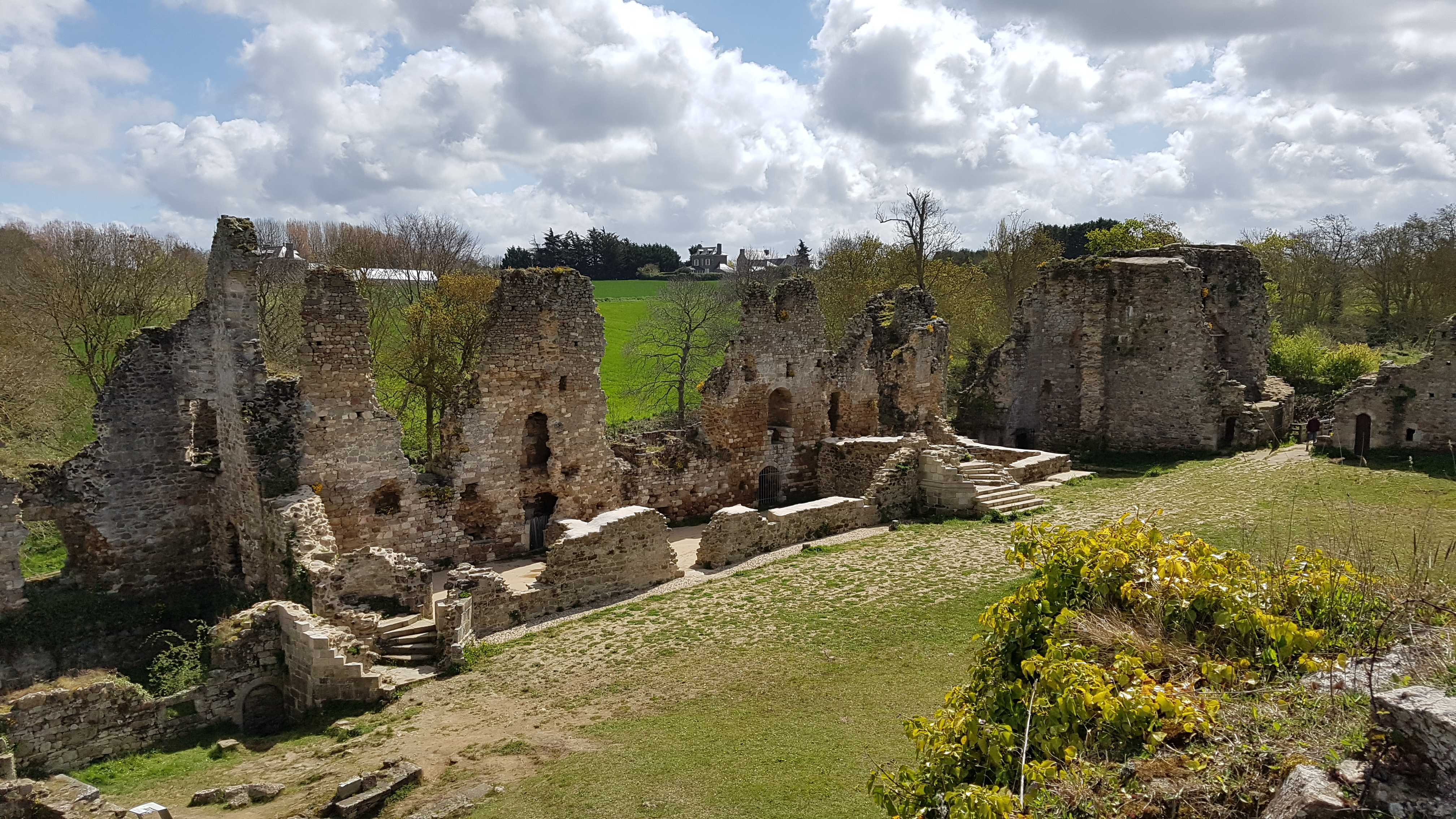
Aile droite.
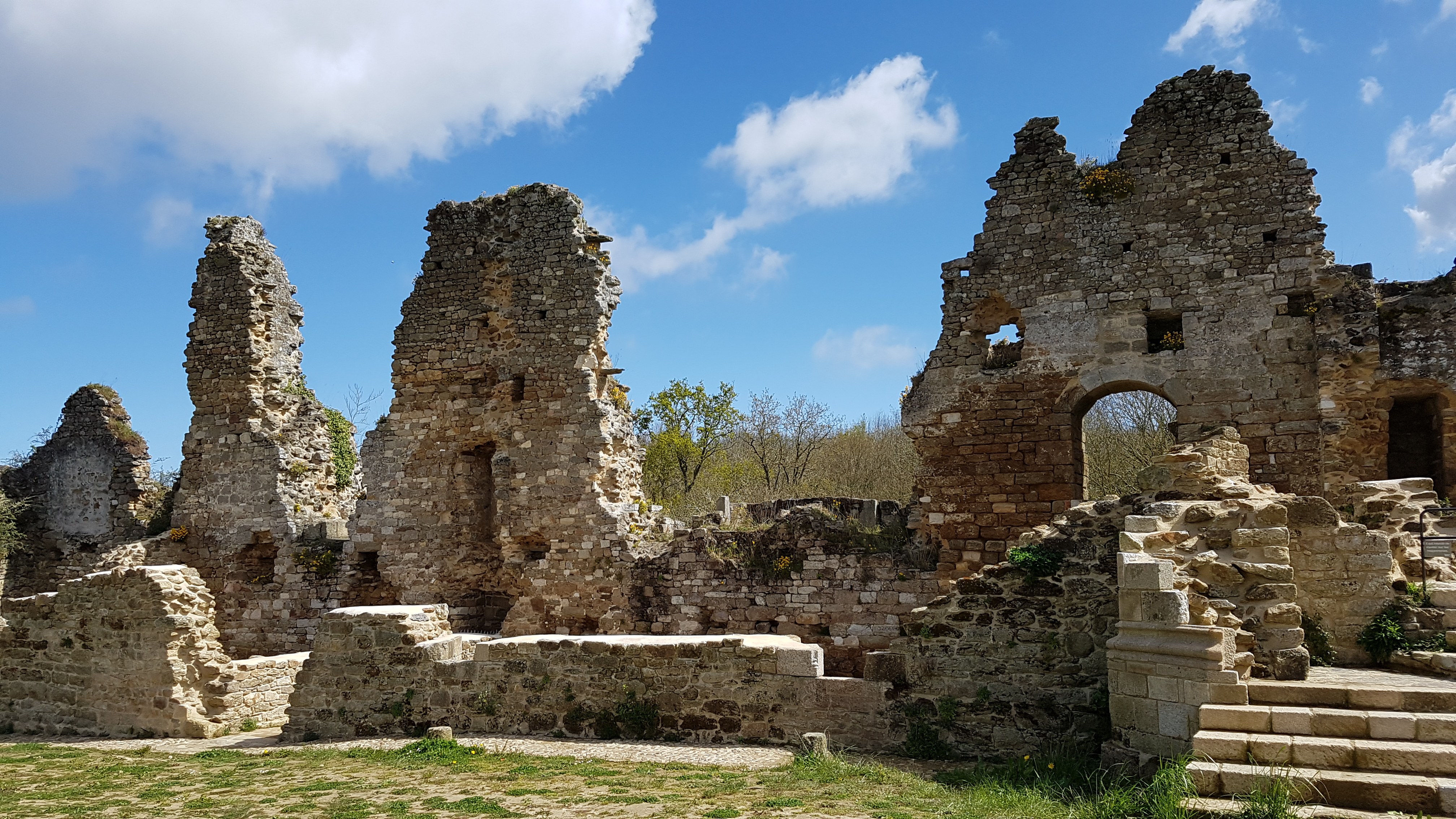
Détail de l'aile droite.
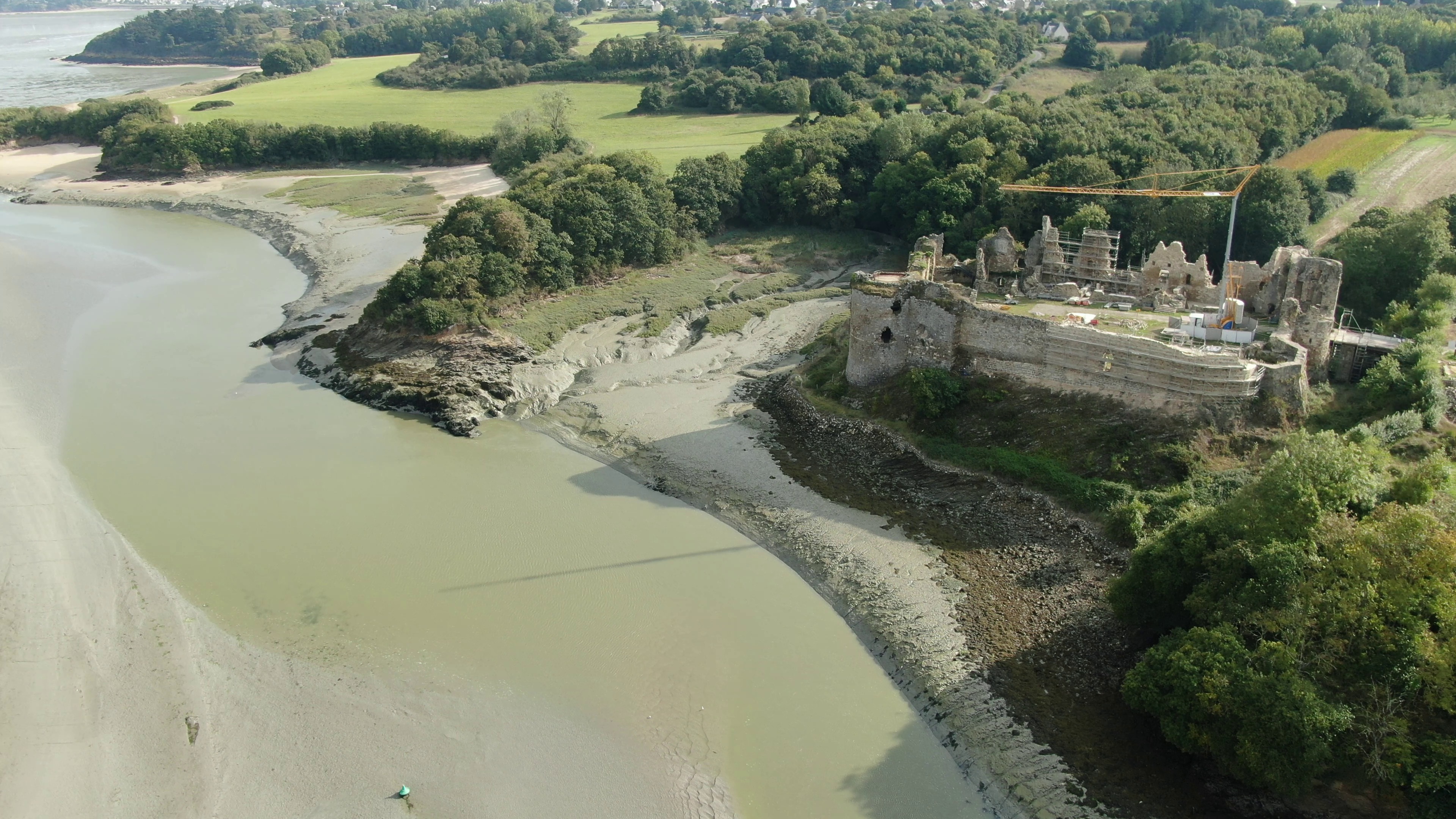
Vue à vol d'oiseau.

## Seigneurs du Guildo
- Penthièvre (XIe siècle).
- Charles de Dinan-Montafilan (XIVe siècle).
- Françoise de Dinan (XVe siècle), épouse de Gilles de Bretagne.
- aux Laval (XVIe siècle).
- Saint-Laurent d'Avaugour (XVIIe siècle).

Affermé du XVIIe siècle à la Révolution, le château est vendu le 17 juin 1794 et sert de carrière de pierres durant le XIXe siècle.

## Tourisme
Une reconstitution « 3D » du château du Guildo permet désormais au visiteur virtuel de découvrir la splendeur du site à son apogée au XIVe siècle.